# Cmentarz polskokatolicki w Leśniowicach
Cmentarz polskokatolicki w Leśniowicach – czynny cmentarz wyznaniowy dla wiernych Kościoła Polskokatolickiego położony we wsi Leśniowice w województwie lubelskim. Cmentarz administrowany jest przez parafia Narodzenia Najświętszej Maryi Panny i św. Antoniego w Majdanie Leśniowskim.
Parafia polskokatolicka w Majdanie Leśniowskim została założona w 1928 roku z inicjatywy ks. Czesława Skibińskiego. W latach 1934–1976 proboszczem parafii był ks. Stanisław Banasiak, który przez dekady animował życie duchowe i społeczne w wiosce, był także inicjatorem powstania nowego, murowanego kościoła parafialnego. W tym czasie doszło także do zorganizowania miejscowego cmentarza wyznaniowego dla polskokatolików.
Na cmentarzu położona jest mogiła zbiorowa ofiar terroru II wojny światowej, która znajduje się pod opieką Rady Ochrony Pamięci Walk i Męczeństwa.